# Гоцманов, Саша
Саша Гоцманов (Александр Сергеевич Гоцманов) (19 сентября 1982, Минск, Белорусская ССР) — американский футболист белорусского происхождения, нападающий.
Отец — Сергей Гоцманов, известный футболист минского «Динамо» в 1980-х годах, серебряный призёр чемпионата Европы 1988 года. Мать, Ольга — бывший тренер сборной Белоруссии по гимнастике.
Когда Александру было 15 лет, его семья переехала в Миннесоту. 8 апреля 2005 года Гоцманов подписал контракт с клубом MLS «Колорадо Рапидс», в составе которого провёл одну игру. В начале июня 2006 он был отдан в аренду в клуб первого дивизиона USL «Миннесота Тандер», но в следующем месяце вернулся в «Колорадо». В сезоне-2007 подписал постоянный контракт с «Миннесотой».
Через некоторое время завершил карьеру из-за травмы колена. По состоянию на 2015 год работал в гимнастическом зале.